# Heiblok

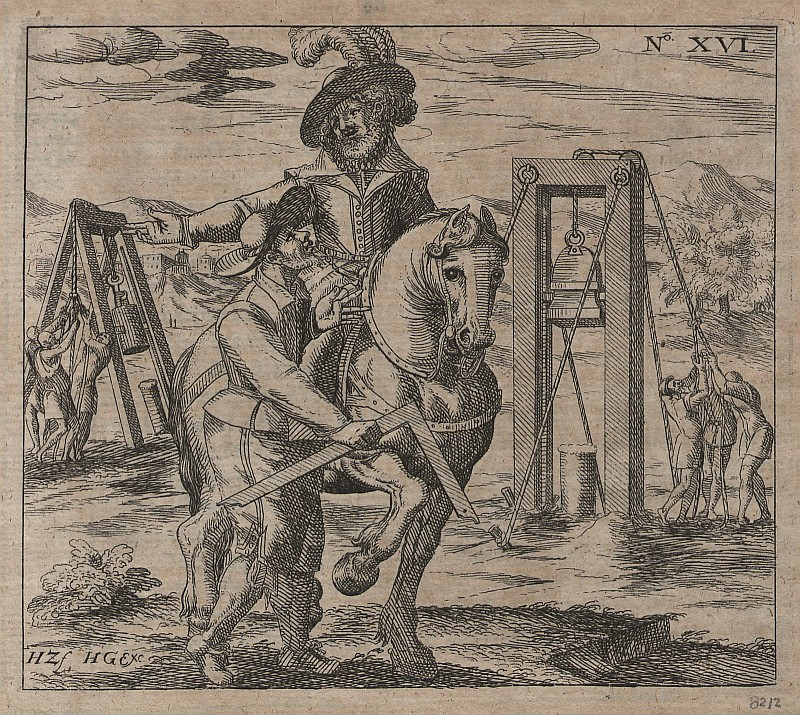
Twee heistellingen uit de zeventiende eeuw, met duidelijk zichtbare heiblokken

Een heiblok is het zware blok van de heimachine dat telkens vanaf een zekere hoogte naar beneden valt op de in te heien palen of damwand, deze actie noemt men heien. Het heiblok is bevestigd aan de heimachine en beweegt op en neer langs de geleiders. In vroeger tijden was het heiblok niets anders dan een gewicht dat omhoog werd bewogen en daarna op zwaartekracht op de heipaal viel. Aanvankelijk werd het heiblok met spierkracht met behulp van touwen omhoog gehesen. Naderhand werd stoomkracht gebruikt: het stoomblok. Tegenwoordig is een heiblok complexer: het bevat een cilinder met daarin een valblok dat met behulp van druk omhoog wordt bewogen, waarna het door zijn eigen gewicht valt. De benodigde druk kan worden opgewekt met gas of stoom, door een hydraulische installatie, of door een explosie van vloeibare brandstof die wordt ingespoten en tot ontbranding wordt gebracht.